# Tajni plamen
„Tajni plamen“ je televizijski esej posvećen poeziji srpskog pesnika Dušana Matića, u trajanju od 31 minuta, reditelja Slobodana Ž. Jovanovića, a u proizvodnji Radio-televizije Srbije 1999. godine.

## Autorska ekipa
- Reditelj Slobodan Ž. Jovanović
- Direktor fotografije Veselko Krčmar

## Učestvuju
- Ivan Jagodić
- Jadranka Nanić Jovanović

## Spoljašnje veze
- Tajni plamen на веб-сајту  (језик: енглески)
- Tajni plamen - poezija Dušana Matića на веб-сајту